# Al-Shamal SC
Al-Shamal SC (arabiska: نادي الشمال الرياضي) är en professionell fotbollsklubb som spelar i den högsta divisionen i Qatar. Klubben grundades 1980.

## Placering senaste säsonger
| Säsong  | Nivå | Liga            | Placering | Referens | Notering                 |
| ------- | ---- | --------------- | --------- | -------- | ------------------------ |
| 2013/14 | 2    | Qatargas League | 1         | [ 1 ]    | Uppflyttad till Q-League |
| 2014/15 | 1    | Q-League        | 14        | [ 2 ]    |                          |
| 2018/19 | 2    | Qatargas League | 5         | [ 3 ]    |                          |
| 2019/20 | 2    | Qatargas League | 6         | [ 4 ]    |                          |
| 2020/21 | 2    | Qatargas League | 1         | [ 5 ]    | Uppflyttad till Q-League |
| 2021/22 | 1    | Q-League        | 10        | [ 6 ]    |                          |
| 2022/23 | 1    | Q-League        | 11        | [ 7 ]    |                          |
| 2023/24 | 1    | Q-League        | 9         | [ 8 ]    |                          |
| 2024/25 | 1    | Q-League        | 6         | [ 9 ]    |                          |

## Färger
| AL SHAMAL | AL SHAMAL |

### Trikåer
| Hemmakit | Hemmakit | Hemmakit |

## Kända spelare
- Saoud Nasser
- Mohsen Al-Yazidi
- Hassan Idriss Dicko
- Ali Olwan